# Nepolokiwzi
Nepolokiwzi (ukrainisch Неполоківці; russisch Неполоковцы Nepolokowzy, deutsch Nepolokoutz, rumänisch Nepolocăuţi oder Grigore Ghica Vodă) ist eine Siedlung städtischen Typs in der ukrainischen Oblast Tscherniwzi. Sie liegt am linken Ufer des Pruth, etwa 24 Kilometer nordwestlich von Czernowitz in der nördlichen Bukowina.

## Geschichte
Die Siedlung entstand im 15. Jahrhundert (1480 erste urkundliche Erwähnung) und gehörte bis 1776 zum Fürstentum Moldau. Danach war sie ein Teil Österreichs im Kronland Bukowina und gehörte zum Gerichtsbezirk Kotzman.
1866 erhielt der Ort einen Bahnanschluss an der Strecke Lemberg–Czernowitz der Lemberg-Czernowitz-Jassy-Eisenbahn, am 7. Juli 1898 eröffnete die Neue Bukowinaer Lokalbahn-Gesellschaft die Lokalbahn Nepolokoutz–Wiznitz, welche hier ihren Endpunkt hatte und nach Südwesten über den Pruth ins heutige Wyschnyzja führte. Die wirtschaftliche Entwicklung des Ortes wurde dadurch stark begünstigt, um den Bahnhof herum entstand eine kleine Bahnhofssiedlung. In dieser Zeit kam es auch zur Ansiedlung von Juden, rumänischen und deutschen Bewohnern in das von Ukrainern bewohnte Dorf.
Nach dem Ende des Ersten Weltkriegs 1918 kam der Ort zu Rumänien (im Kreis Cernăuţi), wo er Grenzort und -bahnhof zu Polen wurde. In der Zwischenkriegszeit kam es auch zur Umbenennung in Grigore Ghica Vodă zu Ehren des moldauischen Prinzen Grigore III Ghica. Im Zuge der Annexion der Nordbukowina am 28. Juni 1940 wurde das Dorf ein Teil der Sowjetunion (dazwischen 1941–1944 wiederum zu Rumänien) und ist seit 1991 ein Teil der Ukraine.
1968 wurde es zur Siedlung städtischen Typs erhoben. Die im Krieg zerstörte Brücke der Strecke der ehemaligen Lokalbahn wurde nicht an gleicher Stelle, sondern erst hinter dem Pruth in nordwestlicher Richtung in der Oblast Iwano-Frankiwsk wieder aufgebaut.

## Verwaltungsgliederung
Am 8. Juni 2018 wurde die Siedlung städtischen Typs zum Zentrum der neu gegründeten Siedlungsgemeinde Nepolokiwzi (Неполоковецька селищна громада/Nepolokowezka selyschtschna hromada). Zu dieser zählen auch die 5 in der untenstehenden Tabelle aufgelistetenen
Dörfer im Rajon Kizman; bis dahin bildete sie zusammen mit dem südwestlich gelegenen Dorf Pjadykiwzi (П'ядиківці) die Siedlungsratsgemeinde Nepolokiwzi (Неполоковецька селищна рада/Nepolokowezka selyschtschna rada).
Seit dem 17. Juli 2020 ist der Ort ein Teil des Rajons Tscherniwzi.
Folgende Orte sind neben dem Hauptort Nepolokiwzi Teil der Gemeinde:
| Name                     | Name       | Name                   | Name              | Name               |
| ukrainisch transkribiert | ukrainisch | russisch               | rumänisch         | deutsch            |
| ------------------------ | ---------- | ---------------------- | ----------------- | ------------------ |
| Berehomet                | Берегомет  | Берегомет (Beregomet)  | Berhomete pe Prut | Berhometh am Pruth |
| Klokitschka              | Клокічка   | Клокочка (Klokotschka) | –                 | –                  |
| Orschiwzi                | Оршівці    | Оршовцы (Orschowzy)    | Orăşeni           | Oroscheny          |
| Pjadykiwzi               | П'ядиківці | Пядиковцы (Pjadikowzy) | Piedicăuţi        | Piedekoutz         |
| Rewakiwzi                | Реваківці  | Реваковцы (Rewakowzy)  | Revacăuţi         | Rewakoutz          |

## Persönlichkeiten der Gemeinde
- Heinrich Winnik (1902–1982), Psychoanalytiker, Hospitalgründer in Israel und Ordinarius für Psychiatrie an der Hebräischen Universität Jerusalem